# Elecciones estatales de Baja Sajonia de 2008
La elección estatal de Baja Sajonia de 2008 se celebró en Baja Sajonia el 27 de enero de 2008. A pesar de perder votos y escaños, la gobernante Unión Demócrata Cristiana (CDU) mantuvo su posición como el principal partido en el estado. La coalición de la CDU con el Partido Democrático Liberal (FDP) pudo continuar después de la elección, aunque su mayoría se redujo.

## Campaña
Baja Sajonia fue vista como un bastión de la Unión Demócrata Cristiana y su líder, Christian Wulff, fue visto como un candidato con posibilidades de derrotar fácilmente a los socialdemócratas. La elección en Baja Sajonia tuvo lugar al mismo tiempo que una elección en el estado de Hesse y Wulff fue visto como un líder más moderado que Roland Koch en dicho estado, y en consecuencia más probable a tener un mejor desempeño en las elecciones. El gobierno de la CDU había centrado su campaña en temas como gastos más bajos y la introducción de derechos de matrícula universitarios a los estudiantes, apoyando además el sueldo mínimo.  Los socialdemócratas (SPD) construyeron su campaña con un llamado a un salario mínimo nacional para todos los trabajadores. El líder del SPD en Baja Sajonia, Wolfgang Jüttner, era poco conocido para los votantes y excepcionalmente durante la campaña realizó un ataque a Wulff sobre su vida personal. 
Una encuesta de opinión realizada entre el 2 al 4 de enero posicionó  a la CDU en un 45% y a sus socios de coalición (FDP), en un 7%, suficiente para mantener una mayoría juntos. Los socialdemócratas estaban en el 33%, el Partido Verde en el 8% y La Izquierda, en el 3%.

## Resultados de la elección
| Partido       | Partido              | Votos     | Votos | Votos   |
| Partido       | Partido              | Votos     | %     | Escaños |
| ------------- | -------------------- | --------- | ----- | ------- |
|               | CDU                  | 1.456.742 | 42,5  | 68      |
|               | SPD                  | 1.036.727 | 30,3  | 48      |
|               | FDP                  | 279.826   | 8,2   | 13      |
|               | GRÜNE                | 274.221   | 8,0   | 12      |
|               | Die Linke            | 243.361   | 7,1   | 11      |
|               | NPD                  | 52.986    | 1,5   |         |
|               | Freie Wähler         | 17.960    | 0,5   |         |
|               | Die Tierschutzpartei | 17.174    | 0,5   |         |
|               | FAMILIE              | 13.325    | 0,4   |         |
|               | Die Friesen          | 10.069    | 0,3   |         |
|               | GRAUE                | 9.288     | 0,3   |         |
|               | Ab jetzt             | 5.934     | 0,2   |         |
|               | PBC                  | 5.851     | 0,2   |         |
|               | ödp                  | 1.962     | 0,1   |         |
| Votos válidos | Votos válidos        | 3.472.945 | 100   |         |

Los resultados vieron a la Unión Demócrata Cristiana derrotar fácilmente a los socialdemócratas, a pesar de sufrir una caída en votos y escaños. Como resultado, su líder, Christian Wulff, fue considerado como alguien que fortaleció sus posibilidades de éxito como para suceder a la líder nacional de la CDU, Angela Merkel. El 30,3% de los votos que obtuvieron los socialdemócratas significó el peor resultado del partido en Baja Sajonia desde la Segunda Guerra Mundial, lo que fue descrito como un "desastre" para el partido. La participación en la elección fue del 57%.
El Partido de la Izquierda entró en el Landtag de Baja Sajonia, por primera vez, después de ganar un 7,1% de los votos, superando ampliamente el umbral necesario para obtener escaños. Junto con la elección en Hesse esta era la primera vez que La Izquierda obtenía representación en cualquier estado en el oeste de Alemania.